# Bactris setiflora
Bactris setiflora är en enhjärtbladig växtart som beskrevs av Karl Ewald Maximilian Burret. Bactris setiflora ingår i släktet Bactris och familjen Arecaceae. IUCN kategoriserar arten globalt som starkt hotad. Inga underarter finns listade i Catalogue of Life.